# Anconeus
Anconeus (eller  anconaeus/anconæus) er en lille muskel på det posteriore aspekt af albueleddet.
Nogle anser anconeus som en direkte forlængelse af triceps brachii. Nogle kilder anser det for en være en del af armens posteriore kompartment, mens andre anser det som værende en del af armens bagerste muskelloge.